# Брезов сок
Брезовият сок (на руски: берёзовый сок; на английски: birch sap; на френски: eau de bouleau) е леко сладък и бистър сок, който се добива от ствола и клоните на брезата, под действието на кореновото налягане. Брезов сок се добива в Аляска, Канада, Русия, Финландия, Беларус, Украйна и страните от Северна и Източна Европа. 
Брезовият сок съдържа от 0,5 до 2 % захари и може да се използва както и за приготвянето на различни напитки. Свежият брезов сок е леко сладък на вкус, с приятен и специфичен дървесен (брезов) привкус. Брезовият сок е популярна безалкохолна напитка най-вече в Русия и страните от бившия СССР. При изпаряването му се получава брезов сироп, който се използва като добавка и подсладител.

## Добив
Движението на брезовия сок започва рано напролет и продължава до пълното разпукване на пъпките. Най-подходящото време за събиране на сока е от началото на март, когато снегът все още не се е разтопил, до средата на април, когато започват да се разпукват листата на дърветата. От една бреза за денонощие може да се съберат около три литра сок. 
За добив на брезов сок са подходящи дървета с диаметър на ствола не по-малко от 20 сантиметра, с добре развита корона и растящо в екологичен район. В ствола на дървото на височина около 20 – 80 см. се пробиват отвори с диаметър 0,3-1,5 см и с дълбочина 3-5 см, и в тях се поставят дървени, метални или пластмасови тръбички, по които брезовият сок се стича в специално поставените под тръбичките съдове. Сокът тече не в най-вътрешната част на ствола, а някъде между кората и горния слой на дървесината. Най-подходящите часове за събиране на брезов сок са часовете от 12 на обяд до 18 часа, защото точно в този период движението на соковете е най-активно.
Брезовият сироп се получава чрез изпаряване на водата в брезовия сок. Сиропът се приготвя трудно, защото са необходими от 80 до 110 литра сок за производството на 1 литър брезов сироп. Сокът се налива в металически съд, поставя се на огън и се кипва, докато сокът се сгъсти до получаването на брезов сироп, без да се добавя захар. По време на изпаряването сокът трябва да се измерва със захаромер – когато захарността достигне до 65 – 67 %, сиропът е готов. Готовият сироп се филтрира, разлива се в бутилки и може да се съхранява на тъмно и хладно място повече от година.
Освен захарен сироп, от брезовия сок се правят брезов квас, брезово пиво и брезови вина.